# Понхув
Понхув (пол. Pąchów) — село в Польщі, у гміні Крамськ Конінського повіту Великопольського воєводства.
Населення — 327 осіб (2011).
У 1975-1998 роках село належало до Конінського воєводства.

## Демографія
Демографічна структура станом на 31 березня 2011 року:
|          | Загалом | Допрацездатний вік | Працездатний вік | Постпрацездатний вік |
| -------- | ------- | ------------------ | ---------------- | -------------------- |
| Чоловіки | 162     | 29                 | 117              | 16                   |
| Жінки    | 165     | 34                 | 102              | 29                   |
| Разом    | 327     | 63                 | 219              | 45                   |